# Marmarth

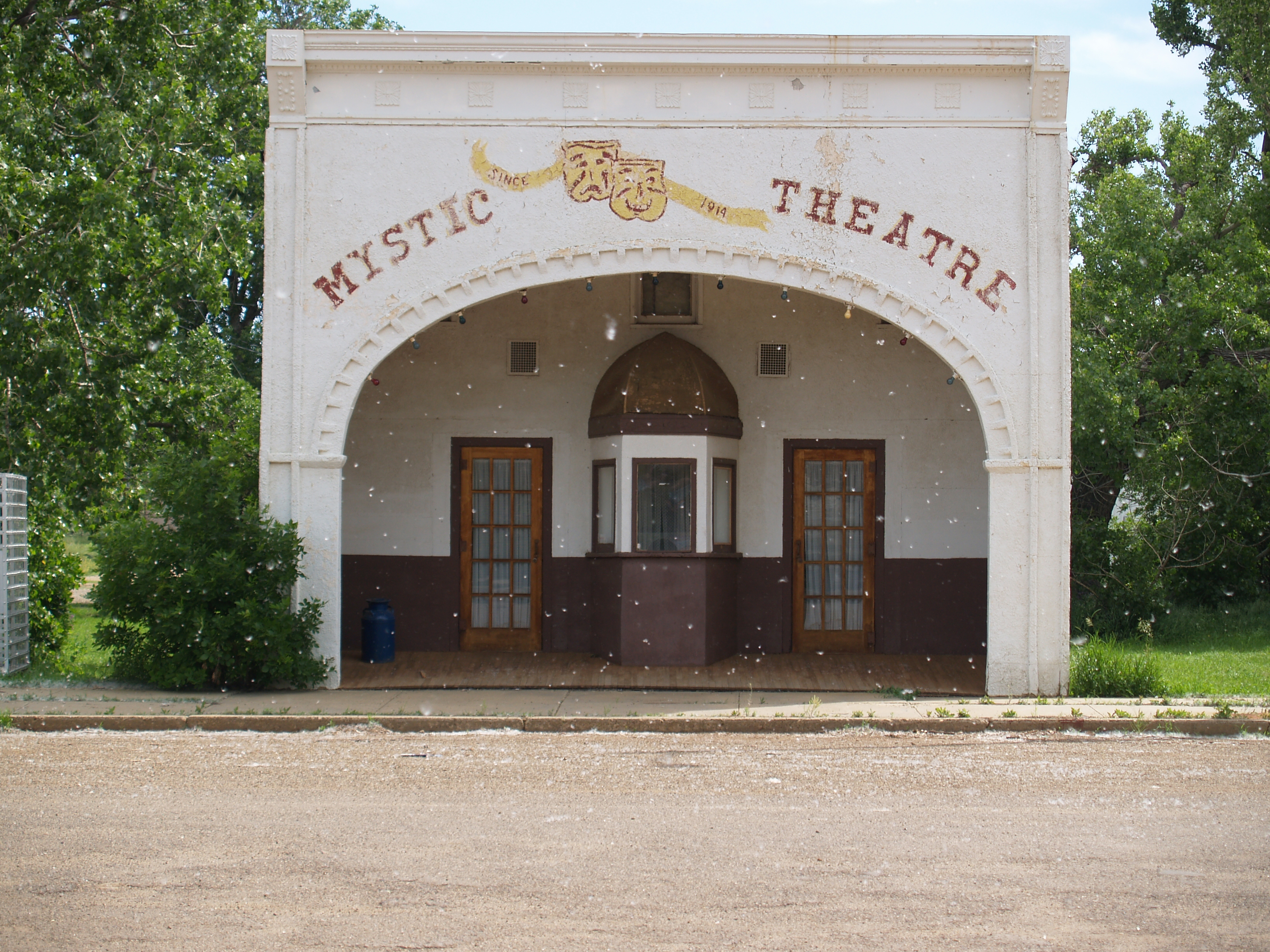
Marmarth

Marmarth je malé městečko na jihozápadě státu Severní Dakota (USA). Leží na území okresu Slope County. Při sčítání v roce 2000 zde žilo 140 trvalých obyvatel, dle odhadů z roku 2008 dokonce již jen 119 obyvatel.
Město o současné rozloze 6,6 km² bylo založeno v roce 1907. Patří k typickým příkladům tzv. westernových měst, které daleko od velkých center na plošinách Velkých plání prosperovaly počátkem 20. století a později upadly, včetně výrazného úbytku počtu obyvatel (v roce 1920 mělo město ještě 1318 obyvatel).
Před rokem 1907 bylo toto místo známo jako „Neva“ podle jména první zdejší poštovní úřednice, Nevy Hughesové. Když k tomuto místu poprvé dosáhla železnice, bylo přejmenováno na počest vnučky prezidenta železniční společnosti, Alberta J. Earlinga.

## Paleontologie
Zajímavostí v okolí města jsou četné lokality z geologického souvrství Hell Creek, známé četnými objevy dinosaurů a dalších pozdně křídových organismů. V roce 1999 zde tehdy sedmnáctiletý rodák Tyler Lyson (dnes již profesionální paleontolog) objevil slavný exemplář dinosauří „mumie“ kachnozobého edmontosaura zvaný Dakota.